# Quốc lộ 1C
Quốc lộ 1C là một tuyến đường giao thông trên địa bàn tỉnh Khánh Hòa, Việt Nam.

## Lộ trình

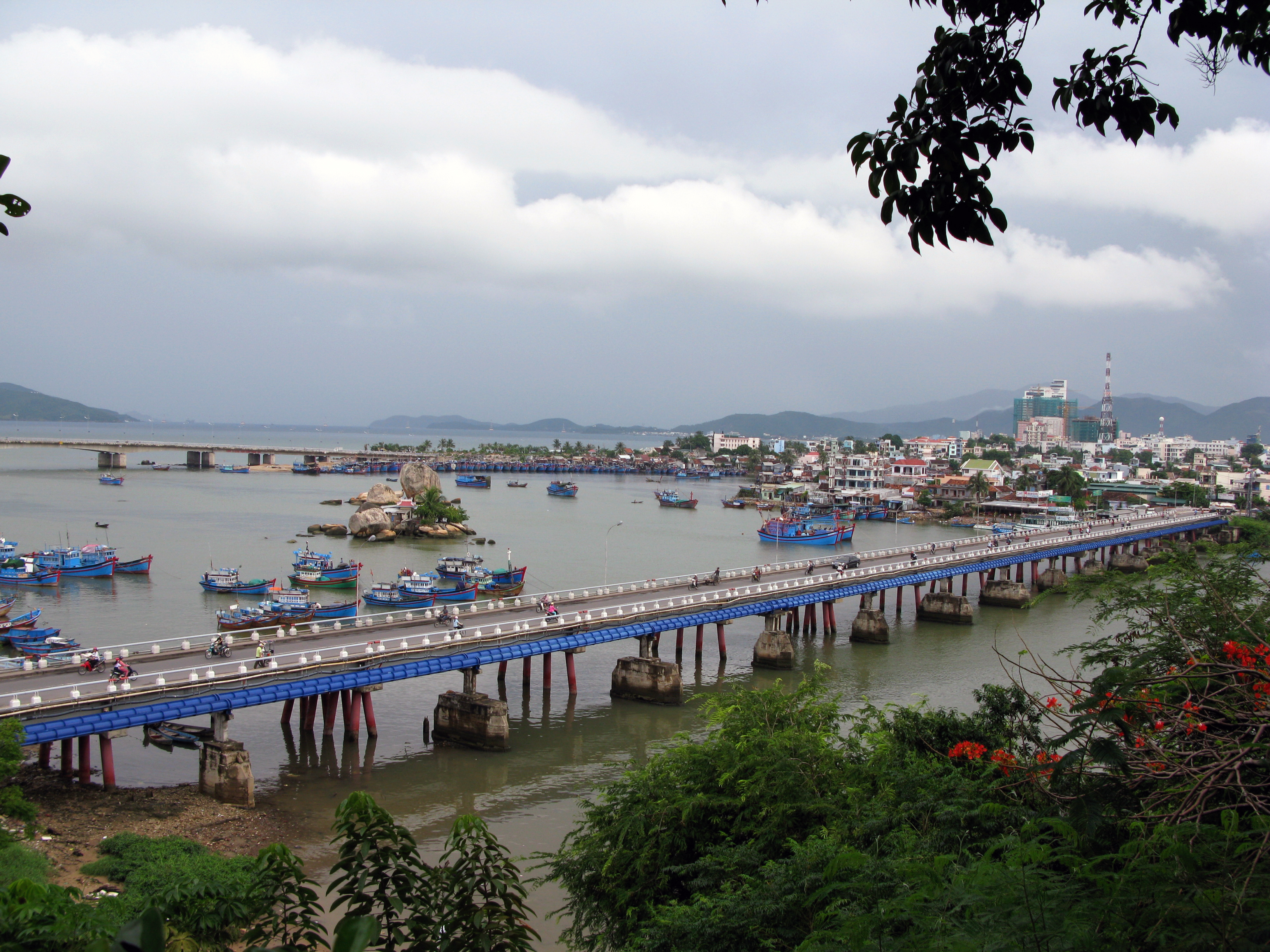
Cầu Xóm Bóng bắc qua sông Cái

Tuyến đường này dài 17 km, có điểm đầu giao với Quốc lộ 1 tại đèo Rù Rì thuộc xã Vĩnh Lương, thành phố Nha Trang, đi theo hướng nam vào trung tâm thành phố (đoạn đường này còn có tên là đường 2 tháng 4). Tại địa phận hai phường Vạn Thắng và Vạn Thạnh, Quốc lộ 1C rẽ sang đường Trần Quý Cáp đến vòng xoay Phương Sài, rồi tiếp tục theo đường Thống Nhất ra vòng xoay Mả Vòng. Từ đây, tuyến đường đi thẳng về hướng tây (đoạn này còn có tên là đường 23 tháng 10) và kết thúc tại ngã ba Thành thuộc thị trấn Diên Khánh, huyện Diên Khánh.
Trên tuyến đường có hai cây cầu lớn bắc qua hai nhánh sông Cái là cầu Xóm Bóng và cầu Hà Ra.

### Quản lý
Năm 2022, Bộ GTVT ban hành Quyết định về việc điều chỉnh Quốc lộ 1C từ lý trình Km 0+000 đến Km 17+000 thành đường địa phương và bàn giao cho UBND tỉnh Khánh Hòa quản lý.